# ポール・チャーチランド
ポール・チャーチランド（Paul Churchland、1942年10月21日 - ）は、カナダ出身の哲学者。専門は心の哲学、神経哲学。2007年現在、カリフォルニア大学サンディエゴ校の哲学部門に所属して研究と執筆活動を行なっている。
ポールは消去主義的唯物論の立場に立ち、素朴心理学を激しく攻撃する研究者として有名である。ポールによれば素朴心理学に頻繁に登場する信念や欲求といった概念は、科学史上のフロギストンやカロリック、エーテル、生気といった概念と同種のものであり、脳についての理解が深まったさいには捨て去られるべき概念であるとする。つまり信念や欲求といった心的状態を指し示す言葉は、対応する独自の実在を一切持っておらず、そうした概念はやがて脳の物質的なあり方として神経科学の言葉だけですべて説明されつくされる日がくる、とする。
妻のパトリシア・チャーチランドも、同じくサンディエゴ校の哲学部門に所属し、専門もポールと同じ心の哲学である。

## 略歴
1942年生まれ。1969年、ピッツバーグ大学でPh.Dを取得。この時の指導教官はウィルフリッド・セラーズ。その後、トロント大学、マニトバ大学、プリンストン高等研究所を経て、カリフォルニア大学サンディエゴ校。現在に至る

## 著作
- (1979) Scientific Realism and the Plasticity of Mind, Cambridge University Press.
  - 村上陽一郎、小林伝司、信原幸弘 訳『心の可塑性と実在論』、紀伊國屋書店、 ISBN 4314004789
- (1984) Matter and Consciousness, MIT Press.
  - 信原幸弘、西堤優 訳『物質と意識(原書第3版) 脳科学・人工知能と心の哲学』、森北出版、ISBN 4627817533
- (1985) Images of Science: Scientific Realism versus Constructive Empiricism, University of Chicago Press.
- (1989) A Neurocomputational Perspective: The Nature of Mind and the Structure of Science, MIT Press.
- (1995) The Engine of Reason, The Seat of the Soul: A Philosophical Journey into the Brain, MIT Press.
  - 信原幸弘、宮島 昭二 訳『認知哲学―脳科学から心の哲学へ 』、産業図書 、ISBN 4782801114
- (1998) On the Contrary, MIT Press (with Patricia Smith Churchland)
- (2007) Neurophilosophy at Work, Cambridge University Press.